# Jaakonsaari (ö i Norra Karelen, Joensuu, lat 62,81, long 30,86)
Jaakonsaari är en ö i Finland. Den ligger i vattendraget Koitajoki och i kommunen Ilomants i den ekonomiska regionen  Joensuu ekonomiska region  och landskapet Norra Karelen, i den sydöstra delen av landet, 400 km nordost om huvudstaden Helsingfors. Öns area är 2,4 hektar och dess största längd är 240 meter i öst-västlig riktning.